# Mazapegul (gruppo musicale)
I Mazapegul sono stati un gruppo musicale italiano. Fondati nel 1994 dal batterista Mirco Mariani e dal bassista ed autore di testi Valerio Corzani. Hanno terminato la loro carriera nel 1999. I due poi fondarono un nuovo gruppo, i Daunbailò.

## Origini
Il gruppo nasce nel 1994 a San Piero in Bagno, paesino sull'appennino tosco-romagnolo in provincia di Forlì-Cesena, su iniziativa del batterista Mirco Mariani (Jimmy Villotti, Enrico Rava, Vinicio Capossela) e del bassista Valerio Corzani (Mau Mau). Durante tutta la carriera del gruppo Mariani comporrà le musiche, mentre Corzani i testi.
Il nome è tratto dalla tradizione favolistica romagnola: il Mazapégul è un folletto dispettoso.

## Genere
Il genere trae ispirazioni dal folk balcanico, mediorientale, mediterraneo e sudamericano. Inoltre dalle opere di Tom Waits e dallo stile chitarristico di Marc Ribot, che addirittura inciderà con i Mazapegul. I testi sono sempre fantasiosi, visionari e poetici, si coniugano francesismi, anglicismi ed espressioni dialettali "sampierane". Gli strumenti utilizzati sono vari e stravaganti: chitarre, banjo, batteria e percussioni bizzarre, ciaramelle, sassofoni, trombe, tube, bombarde, tromboni, organi e pianoforti elettrici.

## La morte del cantanteDido
Il 27 agosto 1999, all'età di 26 anni, in seguito ad un incidente stradale, muore il cantante, frontman e chitarrista Daniele Di Domenico detto Dido, anima istrionica dei Mazapegul.
A seguito della sua scomparsa il gruppo si scioglierà.

## Formazione storica
- Daniele "Dido" Di Domenico - Voce e chitarra;
- Roberto Greggi - Voce;
- Massimiliamo Amadori - Chitarre;
- Christian Rossi - Trombone, bombardino, basso tuba;
- Michele Vignali - Sassofoni (alto, tenore, baritono), ciaramella;
- Valerio Corzani - Basso;
- Mirco Mariani - Batteria, percussioni;

## Discografia
- 1996 - Controdanza
- 1998 - Piccolo canto nomade